# Distretto di Djidioua
Il distretto di Djidioua è un distretto della Provincia di Relizane, in Algeria.

## Comuni
Il distretto comprende tre comuni:
- Djidioua
- Hamri
- Ouled Sidi Mihoub